# Natives (Éditions)
Natives (Natives Éditions o Natives Communications) es una empresa editorial francesa y label discográfico. Creado en 1996, Natives está especializada en la edición de libros de arte (fotografía, pintura) y obras musicólogas así que producciones discográficas.

## Artistas principales
- Asca S.R. Aull
- Michel Chapuis
- Pierre Espagne[1]
- Philippe Foulon[2]
- Guy de Malherbe
- Marina Tchebourkina
- Xavier Zimbardo